# Felsőszivágy
Felsőszivágy falu Romániában, Máramaros megyében.

## Fekvése
Máramaros megyében, a Bükk-hegység alatt, Felsőberekszó és Alsószivágy között fekvő település.

## Története
Felsőszivágy nevét az oklevelek 1424-ben említették először Felsewazywagh néven.
1569-ben a település a Szilágycsehi vár birtokai közé tartozott.
Báthory György hűtlensége után a birtokot Alsószivággyal együtt János Zsigmond Gyulafi Lászlónak adományozta.
Az 1797. évi összeíráskor Felsőszivágy birtokosai báró Bornemissza József és gróf Teleki Imre voltak.
1847-ben 1400 lakosából 1050 fő görögkatolikus, 10 izraelita volt.
1890-ben 1400 lakosából 35 magyar, 2 tót, 1362 oláh, 1 egyéb nyelvű, ebből római katolikus 3, görögkatolikus 1338, református 30, izraelita 29 fő volt. Házainak száma 285 volt.
A trianoni békeszerződés előtt Felsőszivágy Szilágy vármegye Szilágycsehi járásához tartozott.

## Nevezetességek
- Görögkatolikus temploma 1720-ban épült.

## Népviselet, népszokások
Felsőszivágyon a férfiak juhbőrből készült ujjast viseltek, melyet színes pántok és harasztvirágok díszítenek. A legények posztókabátot és mellényt is hordtak. A fehér vagy szürke gyapjú-szövetből készült nadrágot a legényeknél piros vagy fekete posztó díszítette. Lábbelijük rendesen a bocskor, melyet vásárolt bőrdarabokból maga a nép készített és szíjjal kötött fel. Csizmát csak ünnepnapokon és sáros időben viseltek. A legények posztókalapján műbokréta lobogott.
A fiatal nők és lányok házi vászonból készült, ünneplő ruháját csipkével és hímzéssel díszítették.